# Ehrenzeichen der LDPD
Das Ehrenzeichen der LDPD war eine  nichtstaatliche Auszeichnung der Liberal-Demokratischen Partei Deutschlands (LDPD) der Deutschen Demokratischen Republik (DDR), die 1960 anlässlich des 8. Parteitages der LDPD als zweithöchste Auszeichnung der Partei gestiftet wurde.

## Verleihung
Ihre Verleihung für „beispielgebende Taten zur Stärkung und Festigung der Partei“ erfolgte auf Beschluss des Sekretariats des Zentralvorstandes.

## Aussehen
Das vergoldete Abzeichen ist hochoval und hat einen Durchmesser von 18 mm. Es zeigt innerhalb zweier nach oben offener Lorbeerzweige, deren Enden mit einer farbig emaillierten DDR-Flagge verbunden sind, ein rotes D vor einer aufgehenden Sonne, welches wiederum von dem Schriftband: LIBERAL-DEMOKRATISCHE PARTEI DEUTSCHLANDS umschlossen wird.